# ГЕС Хамрін
ГЕС Хамрін — гідроелектростанція у курдському автономному регіоні Іраку. Знаходячись після ГЕС Дербандікхан, становить нижній ступінь каскаду на річці Діяла, лівій притоці Тигру (басейн Перської затоки).
У межах проекту долину річки перекрили кам'яно-накидною греблею із глиняним ядром заввишки 40 метрів, довжиною 3360 метрів та шириною по гребеню 8 метрів. Вона утримує витягнуте по долині Діяли на 50 км водосховище з площею поверхні 489 км2 та об'ємом 4,6 млрд м3 (корисний об'єм для виробництва електроенергії та іригації становить 2 млрд м3, крім того, трохи менший об'єм зарезервований на випадок повені).
Пригреблевий машинний зал обладнали двома турбінами потужністю по 25 МВт, які використовують напір у 45 метрів.